# Secret Garden (ban nhạc)
Secret Garden là tên của một nhóm nhạc thuộc dòng nhạc New Age, cũng được nhiều người biết đến với dòng nhạc Neoclassicism. Nhóm có hai thành viên là nhà soạn nhạc/nam nghệ sĩ dương cầm người Na Uy Rolf Løvland và nữ nghệ sĩ vĩ cầm người Ireland Fionnuala Sherry.
Bộ đôi này đã bán được hơn 3 triệu album và giành thắng lợi trong cuộc thi Âm nhạc Eurovision vào năm 1995 với ca khúc Nocturne. Mũi nhọn thành công của Secret Garden tại Eurovision chủ yếu là từ album đầu tiên của họ Songs from a Secret Garden. Nó đã bán được một triệu bản trên khắp thế giới, được chứng nhận bạch kim ở Na Uy và Hàn Quốc, vàng ở Ireland, Hồng Kông và New Zealand cũng như hai năm liên tiếp (1996 và 1997) lọt vào bảng xếp hạng Billboard New Age. Các album White Stones theo sau vào năm 1997 cũng đứng trong Top 10 bảng xếp hạng Billboard New Age. Họ ra tiếp album Dawn of a New Century vào năm 1999 với phần lời do Petter Skavlan sáng tác, hai album còn lại là Dreamcatcher vào năm 2001 và Once in a Red Moon cũng đạt được thành công lớn khi nằm trong Top 10 bảng xếp hạng Billboard.
Bài hát nổi tiếng nhất của họ "You Raise Me Up", được biểu diễn bởi Brian Kennedy đã được ghi âm bởi hơn một trăm nghệ sĩ khác bao gồm cả Josh Groban, Russell Watson, nhóm Westlife, Sissel Kyrkjebø, Becky Taylor, Celtic Woman, Lena Park, Robert Tremlett và Il Divo.
Secret Garden đã phát hành album Dreamcatcher cho tour diễn của mình tại Úc và New Zealand trong năm 2004. Nó đã đứng vị trí thứ nhất trên bảng xếp hạng New Age của Úc và dẫn đầu cả bảng xếp hạng 50 album của ARIA. Album cuối cùng của họ là Inside I'm Singing được phát hành vào năm 2007 và đã bán được 120.000 CD.

## Danh sách đĩa hát
Những album của Secret Garden (theo thứ tự năm ra mắt):
- Songs from a Secret Garden (1996)
- White Stones (1997)
- Fairytales (1998)
- Dawn of a New Century (1999)
- Highlights (1999)
- Dreamcatcher: Best of Secret Garden (2000)
- Dreamcatcher: Best of Secret Garden (2001)
- Once in a Red Moon (2002) Bao gồm một ca khúc được thực hiện bởi Julian Lloyd Webber
- The Ultimate Secret Garden (2004, châu Á)
- Dreamcatcher: Best of Secret Garden (2004, Úc)
- Earthsongs (2005)
- Inside I'm Singing (2007)
- Winter Poem (2011)
- Just the Two of Us (2013)